# Irak op de Olympische Zomerspelen 2016
Irak nam deel aan de Olympische Zomerspelen 2016 in Rio de Janeiro, Brazilië. De selectie bestond uit 22 atleten, actief in vijf sporten. Het grootste deel van de sporters behoorde tot het mannenvoetbalelftal, dat deelnam aan het olympisch toernooi: voor het eerst sinds 2004 wist Irak zich te kwalificeren. Irak was een van de zes olympische ploegen op de Spelen van 2016 die niet deelnamen aan de atletiek; 206 ploegen namen daar wel aan deel. Bokser Waheed Abdul-Ridha droeg de Iraakse vlag tijdens de openingsceremonie.
De Iraakse ploeg telde oorspronkelijk 23 atleten, actief in zes sporten. Zwemmer Bakr Al-Sulaimi trok zich op de dag van de 200 meter vrije slag terug voor dat onderdeel, en kwam niet op een ander onderdeel in actie.

## Deelnemers en resultaten
(m) = mannen, (v) = vrouwen 

### Boksen
| Olympiër              | Discipline | Resultaat | Prestatie                            |
| --------------------- | ---------- | --------- | ------------------------------------ |
| Waheed Abdul-Ridha VO | –75kg (m)  | 17e       | 1ste ronde: V van MEX Rodríguez: 0–3 |

### Gewichtheffen
| Olympiër            | Discipline | Resultaat | Prestatie                                                    |
| ------------------- | ---------- | --------- | ------------------------------------------------------------ |
| Salwan Jasim Abbood | –105kg (m) | 9e        | trekken: 8ste met 180kg stoten: 10de met 214kg totaal: 394kg |

### Judo
| Olympiër          | Discipline | Resultaat | Prestatie                                            |
| ----------------- | ---------- | --------- | ---------------------------------------------------- |
| Hussein Al-Aameri | –81kg (m)  | 9e        | 1ste ronde: vrij 2de ronde: V van GAB Kibikai: shido |

### Roeien
| Olympiër                  | Discipline | Resultaat | Prestatie |
| ------------------------- | ---------- | --------- | --- |
| Mohammed Jasim Al-Khafaji | skiff (m)  | 21e       | serie 2: 5de in 7.25,04 herkansingen: 2de in 7.14,38 kwartfinale 4: 6de in 8.29,76 halve finale C/D: 6de in 7.48,31 finale D: 3de in 7.03,73 |

### Voetbal
| Olympiër | Discipline | Resultaat | Prestatie                                                                     |
| --- | ---------- | --------- | ----------------------------------------------------------------------------- |
| Fahad Talib Ahmad Ibrahim D Hawbir Moustafa Mustafa Nadhim Ali Faez Ali Adnan Kadhim Hammadi Ahmad D Mohannad Abdul-Raheem Mahdi Kamel Ali Husni Humam Tariq Mohammed Hameed Sherko Karim Saad Natiq Dhurgham Ismail Saad Abdul-Amir A D Alaa Mhawi Amjad Attwan | mannen     | 9e        | groep A: 3de G van Denemarken: 0-0 G van Brazilië: 0-0 G van Zuid-Afrika: 1-1 |

| Groep A |             |             |             |             |             |            |            |            |        |
| #       | Land        | Wedstrijden | Wedstrijden | Wedstrijden | Wedstrijden | Doelpunten | Doelpunten | Doelpunten | Punten |
| #       | Land        | G           | W           | G           | V           | V          | T          | Saldo      | Punten |
| 1       | Brazilië    | 3           | 1           | 2           | 0           | 4          | 0          | +4         | 5      |
| 2       | Denemarken  | 3           | 1           | 1           | 1           | 1          | 4          | –3         | 4      |
| 3       | Irak        | 3           | 0           | 3           | 0           | 1          | 1          | 0          | 3      |
| 4       | Zuid-Afrika | 3           | 0           | 2           | 1           | 1          | 2          | –1         | 2      |

| Ronde       | Datum | Lokale tijd | MEZT      | Plaats      | Land | Score      | Land |
| ----------- | ----- | ----------- | --------- | ----------- | ---- | ---------- | ---- |
| Groepsfase  |       |             |           |             |      |            |      |
| 4 augustus  | 13:00 | 18:00       | Brasilia  | Irak        | 0–0  | Denemarken |      |
| 7 augustus  | 22:00 | 03:00       | Brasilia  | Brazilië    | 0–0  | Irak       |      |
| 10 augustus | 22:00 | 03:00       | São Paulo | Zuid-Afrika | 1–1  | Irak       |      |